# Opera of the wasteland
『Opera of the wasteland』（オペラ オブ ジ ウェストランド）は、2018年3月21日に発売されたRoseliaの5thシングルである。
初回生産特典として、オリジナルキャラクターカード（全6種の内ランダムで1枚）とBanG Dream! 5th☆LIVE 特別2次先行抽選申込券が封入。
また、同日に発売されたPoppin'Partyの9thシングル『CiRCLING』との同時購入特典として特製ショッパーと、カバー曲のゲームサイズバージョンを収録した『カバー曲(game size ver.)サンプラーCD』が配布された（CD収録曲はBanG Dream!のディスコグラフィ#第1弾を参照）。

## 収録曲
| 全作詞: 織田あすか（Elements Garden）、全作曲: 藤永龍太郎（Elements Garden）、全編曲: 藤永龍太郎（Elements Garden）。出典： |                                            |                               |                                |
| # | タイトル                                   | 作詞                          | 作曲・編曲                     |
| 1. | 「Opera of the wasteland」                 | 織田あすか（Elements Garden） | 藤永龍太郎 （Elements Garden） |
| 2. | 「軌跡」                                   | 織田あすか（Elements Garden） | 藤永龍太郎 （Elements Garden） |
| 3. | 「Opera of the wasteland（instrumental）」 | 織田あすか（Elements Garden） | 藤永龍太郎 （Elements Garden） |
| 4. | 「軌跡（instrumental）」                   | 織田あすか（Elements Garden） | 藤永龍太郎 （Elements Garden） |

## 楽曲内容
表題曲の「Opera of the wasteland」は、ゲーム『バンドリ! ガールズバンドパーティ!』内のイベントでの出来事を題材としている。同シナリオではRoseliaの面々がオンラインRPGの中に入り、力を合わせて目的を達成する様子が描かれており、楽曲の雰囲気もファンタジー寄りになっている。
収録にあたり、相羽あいなは友希那の芯に加え、AメロとBメロで大自然や洞窟を意識しつつも、大サビでその空気感をすべて取り払うように歌ったと、Poppin'Partyの愛美との対談の中で話している。また、楽器も従来の楽曲とはリズムの刻み方が異なるため、ボーカルに変化をつけることを意識しながら歌ったと対談の中で振り返っている。対談に同席していた超!アニメディアの野下奈生からゲーム内のシナリオで友希那の機械音痴ぶりが描かれていたことについて指摘された際、相羽は友希那がRPGの世界に触れたこともよい刺激になったと述べ、だからこそいつもと違う曲を制作できたのではないかと推測している。
カップリング曲の「軌跡」はRoselia初のバラード曲である。

## パフォーマンス
「Opera of the wasteland」は、2021年12月に行われた単独ライブ「Edelstein」にて初めて披露された。2020年6月からRoseliaのバンドプロデューサーを務める濵口直也は、シングル発売からライブでの披露までに3年以上の間が空いた理由について「正直、楽曲をリリースした当時は、演奏の難易度が高すぎててライブで演奏するにはクオリティを保つのが難しい楽曲だったんです。」と2021年のSPICEとのインタビューの中で説明している。
『ガルパ!』における同楽曲の扱いから、「Edelstein」でのパフォーマンスでは、ドット絵で描かれたメンバーが冒険する様子がスクリーンに映し出された。

## 反響
本作はオリコンシングルランキングにおいて5位にランクインし、次回作「R」で更新するまではバンド史上最高記録となった。
また、音楽配信サービスmoraのアニソンハイレゾランキング（2018年3月19日～3月25日）においては首位を獲得した。